# Narcoestat
El terme narcoestat (de narco: droga i estat: conjunt d'institucions) és un neologisme que s'aplica a aquells països les institucions polítiques dels quals es troben influenciades de manera important pel narcotràfic, i els dirigents dels quals exerceixen simultàniament càrrecs com a funcionaris governamentals i membres de les xarxes del tràfic de drogues narcòtiques il·legals, emparats per les seves potestats legals.
L'ús del terme va començar a implantar-se en els anys 1980 amb l'aparició de poderoses organitzacions mafioses a Colòmbia En l'actualitat, Colòmbia ha millorat en el tema del narcotràfic, disminuint àmpliament la producció en els últims anys. Són habitualment considerats dos exemples de narcoestat Kosovo a Europa i Guinea Bissau a Àfrica, encara que diferents institucions han advertit del risc d'altres països a caure sota aquest tipus de govern.

## Terme
El terme va ser creat com a definició per a aquell territori on "el narcotràfic és un actor polític que li disputa el poder
a l'Estat".
El seu ús es va generalitzar a Colòmbia amb l'auge dels cartells de la droga (Medellín, Cali i Nord del Valle), particularment personalitzats a Pablo Escobar, qui havia aconseguit convertir-se en representant davant el Congrés per Medellín en 1982, i al Càrtel de Cali, que s'estima que va aconseguir influir en la campanya presidencial d'Ernesto Samper.

## Desenvolupament
El narcoestat es deriva del terme «Estat profund» (turc: 'derin devlet'), com les relacions entre forces de seguretat, màfia i grups nacionalistes; i per Peter Dale Scott com la «simbiosi entre els governs (i en particular les seves agències d'intel·ligència) i les associacions criminals».
A partir d'aquest esdeveniment, els cartells de la droga, mitjançant milionàries aportacions econòmiques, financen les candidatures de polítics a càrrecs públics electius a canvi de garantir-los impunitat, protecció i empara del poder estatal en les seves operacions. Així mateix, aquest poder s'ha estès als estaments militars i policials, aprofitant les baixes condicions de vida dels seus components per infiltrar-los i corrompre'ls perquè serveixin als seus interessos.
Un país o territori per aconseguir aquest estatus ha de caracteritzar-se per un escàs poder de les autoritats, greus deficiències legals, un Estat massa feble i funcionaris permeables a la corrupció.

## Casos de narcoestat

Localització de Guinea Bissau a Àfrica.

Ubicació de Kosovo al mapa d'Europa.

### Guinea Bissau
El primer cas considerat un narcoestat al món va ser Guinea Bissau, un país on les xarxes de traficants de drogues operen amb total impunitat. A partir de 2005, amb el retorn al poder de João Bernardo Vieira es va constatar un augment del narcotràfic i de la implicació de poders polítics en ell. En 2007, la Ministra de Justícia, Carmelita Pires, va presentar en una conferència internacional una relació de polítics, militars i policies del país involucrats en aquest tipus d'activitats, la qual cosa li va costar serioses amenaces de mort.

### Kosovo
Un altre cas considerat habitualment pels mitjans un paradigma de narcoestat és el de Kosovo. La província sèrbia de Kosovo i Metohija va proclamar unilateralment la seva independència al febrer de 2008, que fou reconeguda per 105 països en 2013. Des de diferents mitjans s'ha vingut denunciant des de llavors la gran influència de les màfies del narcotràfic en les institucions kosovares, alguns dels dirigents de les quals són habitualment acusats de corrupció, inclòs el Primer Ministre Hashim Thaçi, qui va ser considerat en un informe del Bundesnachrichtendienst (servei d'intel·ligència alemany) responsable d'una de les principals xarxes delictives del país. Kosovo és considerat una plataforma per al narcotràfic, però també del tràfic d'armes i persones arree d'Europa.

### Altres casos
En 2006, la revista de l'ONU advertia del risc (suggerit per un informe d'UNODC) que Afganistan arribés a convertir-se, donada la seva delicada situació política, en un nou narcoestat.
Dos dels països que més habitualment han estat relacionats amb el terme, a causa del gran poder aconseguit per les màfies del narcotràfic als seus territoris, han estat Colòmbia i Mèxic, el que ha exercit a més una notable influència sobre altres països del seu entorn.
En aquest context, alguns mitjans es van fer ressò del risc de Guatemala a convertir-se en aquest tipus d'estat a conseqüència de la seva invasió per part dels càrtels mexicans de la droga. L'ambaixador guatemalenc en aquest país va admetre que el seu govern necessitaria assistència internacional per evitar aquesta situació. En 2009 el Congrés dels Estats Units va advertir en un informe que la penetració de les màfies colombianes de la droga a Veneçuela feia témer la conversió d'aquest país en un nou estat sota el domini del narcotràfic. Un altre dels països als quals s'ha donat cabuda sota la definició, emparant-se també en la seva vulnerabilitat davant les organitzacions mafioses estrangeres és Hondures, on s'ha denunciat que el 80% de les denúncies no són investigades.